# Tadeu (futebolista)
José Tadeu Mouro Júnior, conhecido como Tadeu (Araraquara, 1º de abril de 1986), é um futebolista brasileiro que atua como atacante. Atualmente joga no Avenida.

## Carreira
Tadeu deu seus primeiros passos no futebol na cidade de Araraquara no bairro do Yolanda Opice, seu primeiro treinador foi Rosa que o levou para a Ferroviária. Iniciou sua carreira profissional no Cruzeiro, em 2004. Jogou bem, indo parar no São Paulo. Após não renovar o contrato com o São Paulo, se transferiu para o Juventude, em 2007. Porém, neste clube, sofreu outra contusão, mas pôde voltar a tempo de disputar vários jogo pela equipe alvi-verde. No início de 2008, foi contratado pelo Grêmio. Seu contrato com o Tricolor iria até o final de 2010. Em abril de 2008, após a direção do Grêmio não ver razões para continuar com o atleta, ele foi dispensado do clube; entretanto, ele não rompeu seu contrato, apenas esperou por propostas de outros clubes, enquanto mantinha a sua forma física no clube. Em 20 de maio de 2008, foi oficializado como novo reforço do Figueirense, por empréstimo.
No final de janeiro, quase após um mês depois do término do seu contrato por empréstimo com o Figueirense, Tadeu acabou negociado pelo Grêmio com o Bursaspor
Em janeiro de 2010, o Grêmio Barueri anunciou a contratação de Tadeu.
No dia 16 de junho, foi oficializado como mais um reforço do Palmeiras . Em 18 de fevereiro, foi contratado pelo Sport.
Insatisfeito no Sport, rescindiu seu contrato e voltou para o Palmeiras. Porém o clube paulista rejeitou a devolução de Tadeu, que voltou ao Sport, e treina em separado.
Em janeiro de 2012, Tadeu foi emprestado ao o Oeste de Itápolis, para disputa do Campeonato Paulista de 2012.
Em maio de 2012, emprestado ao Grêmio Barueri. Com mal momento do Grêmio Barueri, Tadeu volta ao Palmeiras, não podendo atuar, pois já atuou em duas equipes, e a CBF não permite, Tadeu treina separado, para em 2013, ter uma chance com o técnico Gilson Kleina. Após o  o rebaixamento do Palmeiras em 2012, o jogador foi dispensado.
Na noite do dia 4 de janeiro de 2014, Tadeu acerta a sua transferência para o Ceará até o fim do ano.
Após maus jogos e muito criticado pela torcida alvinegra, acertou com o Náutico, até o final de 2014. Deixou o Náutico em outubro, após perder um voo, alegando que isso teria sido um ato de indisciplina.
Em dezembro de 2014, acertou com o Persepolis, do Irã.

## Títulos
São Paulo
- Campeonato Brasileiro: 2006

Juventude
- Campeonato do Interior Gaúcho: 2007

Palmeiras
- Troféu Gustavo Lacerda Beltrame: 2010

Ceará
- Copa dos Campeões Cearenses: 2014
- Campeonato Cearense: 2014

Pelotas
- Recopa Gaúcha: 2020